# Ardea pacifica
La garza de cuello blanco (Ardea pacifica) es una especie de ave pelecaniforme de la familia Ardeidae que habita los humedales de Papúa Nueva Guinea, Nueva Guinea Occidental (Indonesia), Australia y Nueva Zelanda.